# Martin R. Dean
Martin R. Dean, né le 17 juillet 1955 à Menziken, est un écrivain suisse.

## Biographie
Fils d’un médecin indien né à Trinidad et d’une mère suisse, Martin R. Dean passe ses examens de maturité en 1976 à l’École cantonale d’Aarau, puis, en 1977, il entre à l’université de Bâle pour étudier l’allemand, la philosophie et l’anthropologie. Il termine ses études en 1986 avec un mémoire de licence traitant de Perrudja, un livre de Hans Henny Jahnn.
De 1990 à 1998, il enseigne à l’école de design de Bâle puis en 1999, devient professeur d’allemand et de philosophie au gymnase de Muttenz. Depuis 2009, il travaille à l’Institut littéraire suisse à Bienne.

## Publications

### Romans
- 1982 : Die verborgenen Gärten, traduction française par Claude Porcell : Les Jardins secrets, Paris, Gallimard 1985
- 1984 : Die gefiederte Frau. Fünf Variationen über die Liebe,  (ISBN 3-423-10758-8)
- 1988 : Der Mann ohne Licht,  (ISBN 3-423-12139-4)
- 1990 : Außer mir. Ein Journal
- 1990 : Gilberts letztes Gericht
- 1994 : Der Guayanaknoten,  (ISBN 3-423-12304-4)
- 1997 : Die Ballade von Billie und Joe,  (ISBN 3-446-18925-4)
- 1999 : En collaboration avec Silvia Henke: Schlaflos
- 2003 : Meine Väter,  (ISBN 3-423-13306-6)
- 2005 : Zwischen Fichtenbaum und Palme, collection de textes annotés destinés aux cours d'allemand interculturels dans les gymnases,  (ISBN 3-03905-149-0)
- 2011 : Ein Koffer voller Wünsche,  (ISBN 978-3-902497-92-5)
- 2014 : Falsches Quartett,  (ISBN 978-3-99027-052-3)
- 2015 : Verbeugung vor Spiegeln. Über das Eigene und das Fremde,  (ISBN 978-3-99027-069-1)

### Poésie
- 1998 : Monsieur Fume oder Das Glück der Vergeßlichkeit Prose,  (ISBN 3-446-19481-9)

### Articles
- (de) « Willkommen! Für ein Befreunden mit dem Fremden », Die WochenZeitung,‎ 20 mai 2015 (lire en ligne)
- (de) « Mein Fernsehleben », Kulturtipp,‎ octobre 2015 (lire en ligne)
- (de) « Die Austreibung des falschen Blicks », Neue Zürcher Zeitung,‎ 4 avril 2015 (lire en ligne)
- (de) « Aufenthaltsräume der Sehnsucht », Neue Zürcher Zeitung,‎ 28 février 2015 (lire en ligne)

## Distinctions
- 1983 : Rauriser Literaturpreis (de) pour Die verborgenen Gärten
- 1988 : Award de l'Istituto Svizzero à Rome
- 1989 : Award de l'Istituto Svizzero à Rome
- 1994 : prix Schiller pour l’ensemble de son œuvre
- 1997 : professeur invité en tant que  Poet in residence à l'université de Duisbourg et Essen
- 2003 : prix Schiller pour le livre Mein Vater